# Guivi Javakhixvili
Givi Javakhishvili (en georgià: გივი ჯავახიშვილი) va néixer el 18 de desembre de 1912 a Tbilissi, i va morir a la mateixa ciutat el 10 de novembre de 1985. Va ser un polític georgià que va ocupar el càrrec de Primer Ministre de Geòrgia entre 1953 i 1975.

## Biografia

### Primers anys
Era fill del famós metge georgià Dimitri Javakhishvili i Anna Magalashvili. El 1934 es va graduar a l'Institut Industrial transcaucàsics (avui denominat-Universitat Tècnica Georgiana) amb l'especialització d'Enginyeria-Geologia. Des del 1934 fins a 1952 va treballar en diferents òrgans del govern local i en les estructures del partit comunista.

### Carrera política
L'any 1952 va ser el vice alcalde de Tbilissi, capital de Geòrgia, i entre 1952 i 1953 va ocupar el lloc d'alcalde de la ciutat.
En 1953 va ser nomenat Vice Primer Ministre de l'RSS de Geòrgia, i entre 1953 i 1975 va ocupar el lloc de Primer Ministre de Geòrgia, i va ser membre dels parlaments de l'URSS i de l'RSS de Geòrgia, elegit diverses vegades, Membre del Bureau del Comitè Central.
Entre 1953 i 1975 va ser President de la Comissió de la Protecció de la llengua Georgiana. El 1958 va presidir la delegació georgiana a la Fira Mundial EXPO a Brussel·les i el 1967 a Mont-real.
El 1961 el Sr Javakhishvili va encapçalar la delegació de l'RSS de Geòrgia a Moscou al Congrés del PCUS on el va donar el seu famós discurs exigint la retirada del cos de J. Stalin des del Mausoleu del Kremlin.
Va ser delegat en els Congressos del PCUS XX a XXIV, sent triat membre del Comitè Central en el XX Congrés, i del XXII al XXIV. Va ser diputat del Soviet Suprem de l'URSS des de la IV a la VIII convocatòria. Va ser condecorat amb 2 Ordres de Lenin, Ordre de la Revolució d'Octubre, Ordre de la Insígnia d'Honor, Ordre de la Bandera Roja del Treball entre d'altres.

### Llegat
Per iniciativa de Givi Javakhishvili molts edificis emblemàtics van ser construïts a Tbilissi, com la Sala de concerts de la Filharmonica i el Palau d'Esports. El 1966 va inaugurar el Metro de Tbilissi que es va convertir el quart sistema de metro a l'antiga URSS.
Durant els 22 anys (el període més llarg a la història georgiana) que va ocupar el lloc de Primer Ministre de Geòrgia, Givi Javakhishvili va ser membre de diferents delegacions oficials de l'URSS i de Geòrgia en països europeus, Estats Units, Canadà, Turquia. En Tbilissi va rebre a Jawaharlal Nehru, primer ministre de l'Índia, Margarida II de Dinamarca, Georges Pompidou, President de França, Mohammad Resa Shah Pahlavi, Sah de l'Iran, Fidel Castro, líder cubà i diverses personalitats que ja havien fet la història en el segle xx.